# Enfield Town
Enfield Town är en distriktshuvudort i Storbritannien.   Den ligger i grevskapet Greater London och riksdelen England, i den sydöstra delen av landet, 16 km norr om huvudstaden London. Enfield Town ligger 33 meter över havet och antalet invånare är 103 970.
Terrängen runt Enfield Town är platt. Runt Enfield Town är det mycket tätbefolkat, med 3 369 invånare per kvadratkilometer. Närmaste större samhälle är City of London, 15,4 km söder om Enfield Town. Runt Enfield Town är det i huvudsak tätbebyggt.